# تصميم بالتجزئة
التصميم بالتجزئة هو نظام تجاري مبكر يدمج بين نواحٍ عديدة من الخبرة والمهارة معاً في التصميم والبناء العمراني للمساحة بالتجزئة. التصميم بالتجزئة هو في المقام الأول ممارسة متخصصة في الهندسة المعمارية والتصميم الداخلي، غير أنه يتضمن أيضاً عناصر مثل التصميم الصناعي، والتصميم الفوتوغرافي، وبيئة العمل، والترويج الإعلاني.
التصميم بالتجزئة هو ممارسة متخصصة جدًا عائدة إلى الطلب الكثيف الموضوع على التصميم بالتجزئة، باعتبار أن الغرض الأساسي للتصميم بالتجزئة هو لتخزين وبيع المنتجات للمستهلكين. يُشترط أن تصمم الأماكن بطريقة تعزز من تجربة التسوق لتكون ممتعة وخالية من المتاعب للمستهلكين. على سبيل المثال، تظهر الأبحاث أن المتسوقين من الذكور والإناث الذين جرى لمسهم بالصدفة من الخلف من قبل متسوقين آخرين غادروا المتجر أبكر من الذين لم يجرِ لمسهم وأن تقييمهم أيضًا للعلامات التجارية كان أكثر سلبية. يجب أن تكون الأماكن مصممة خصيصًا لنوعية المنتج الذي يُباع في المكان؛ على سبيل المثال متجر الكتب يتطلب العديد من وحدات الرفوف الكبيرة لتحوي المنتجات الصغيرة التي يمكن أن تكون مرتبة بشكل متتالٍ بينما تتطلب محال الملابس أماكن مفتوحة أكثر لعرض المنتج بالكامل.
يجب أن تكون أماكن التصميم بالتجزئة -خصوصًا عندما تشكل قسماً من سلسلة من المحال- مصممة لجذب الناس للمحل ويجب أن تظهر واجهة المحل كلافتة للمحل. في بعض الأحيان تعتمد نوافذ عرض كبيرة لتسمح للمتبضعين برؤية المكان وكذلك المنتج. في حالة المحال المتسلسلة يلزم أن تكون الأماكن المنفردة موحدة في تصميمِها.

## التاريخ
تصاعد التصميم بالتجزئة في منتصف القرن التاسع عشر بواسطة متاجر مثل بون ماركي وبرينتمبس في باريس تلاه مارشال في شيغاغو وسافريرج في لندن وماسي في نيويورك. استمرت المتاجر الجديدة بالبيع بالتجزئة بشكل متسارع مع ابتكار متاجر السلسلة.
أُنشئت أولى متاجر البيع بالسلسلة متعددة الأقسام في بلجيكا عام 1868م عندما أسس إيزيدور وبنجامين وموديست ديواتشتر سلسلة الأخوة ديواتشتر لبيع الملابس الجاهزة للرجال والأطفال والمختصة في ملابس مثل ملابس ركوب الخيل وملابس السباحة. افتتحت الشركة بأربعة مواقع وأصبح لدى ميزون ديوتشتر بحلول عام 1904م متاجر في 20 مدينة وبلدة في بلجيكا وفرنسا مع متاجر متعددة في بعض المدن. أدار الويس (الابن الأكبر لإيزيدور) السلسلة في أوج ذروتها وكذلك أصبح فنانًا دوليًا باعتباره فنانًا للمناظر الطبيعية ورسم تحت الاسم المستعار لويس ديويز.
أنشئت أول سلسلة بيع بالتجزئة في الولايات المتحدة في أوائل القرن العشرين من قبل فرانك وين فيلد وولورث والتي سرعان ما حصلت على حق الامتياز في أنحاء الولايات المتحدة، انطلقت محال جديدة للبيع بالتجزئة في أماكن مثل المملكة المتحدة بعد عقد من الزمن أو أكثر من ذلك، مع متاجر مثل متاجر الأحذية بعد الحرب العالمية الثانية. عُرف النوع الجديد لأبنية التصميم بالتجزئة بكونه مركزًا للتسوق والذي اتخذ مسارين مختلفين في المفاضلة بين أمريكا وأوروبا. بدأت مراكز التسوق بالبناء خارج البلدة في الولايات المتحدة للاستفادة من الضواحي، بينما بدأت أٌوروبا تقيم مراكز التسوق في منتصف البلدة وأول مركز تسوق بني في هولندا عام 1950م. ومن ذلك بدأت فكرة التصميم بالتجزئة تنتشر شرقًا.
كان التطور التالي المعنى بالتصميم بالتجزئة هو ابتكار المتاجر(البوتيك) في عام 1960م. حيث شُدد على التصميم بالتجزئة والذي أشرف عليه أفراد، من أقدم الأمثلة متجر بيبا الذي استحدثته باربرا هولانيكي ومجموعة محلات هابيتات لتيرينس كونران. تلا ظهور المحال في العقدين التاليين ارتفاع كلي في الإنفاق الاستهلاكي في جميع أنحاء العالم المتطور. أُعيد تصميم العديد من متاجر التصميم بالتجزئة في تلك الفترة لمواكبة التغيير في أذواق العملاء. نتج عن هذه التغيرات من جانب واحد تشييد العديد من المتاجر باهظة الثمن الخاصة بالمصممين والتي تواكب احتياجات مصممي الأزياء وتجار التجزئة المحددين.

### دورها
يجب أن يبتكر مصمم التجزئة تجربة موضوعية للمستهلك وذلك باتباع التلميح المكاني للاستمتاع إلى جانب لفت انتباه العميل لشراء السلع والتفاعل مع المساحة. لا يقاس نجاح التصاميم من قبل نقاد التصميم وإنما تقدّر ذلك سجلات المتجر التي تقارن مقدار حركة المرور على الأقدام بالإنتاجية الإجمالية. يعي مصممو التجزئة أن المتاجر وتصميماتها هي خلفية للبضائع وأنهم متواجدون لغرض لابتكار أفضل جو ممكن ليعكس البضائع لجموع المستهلكين.

### عناصر التصميم بالتجزئة
منذ تقدم التصميم بالتجزئة وأصبح تأثيره جليًّا على الإنتاجية، وُضعت سلسلة من المعايير في التقنيات وصفات التصميم. تتراوح هذه المعايير من التعديلات إلى منظور البنية، والمداخل، وأنظمة الدوران، والصفات الجوية (الضوء والصوت)، والأمور المادية. باستكشاف هذه المعايير في تصميم البيع بالتجزئة وإعطاء المستهلك تجربة موضوعية يتشجع على شراء البضائع. من المهم أيضًا إيضاح أن مساحة البيع بالتجزئة يجب أن تجمع بين الميزات الدائمة وغير الدائمة والتي تخضع للتغير حسب متطلبات المستهلك والبضائع (على سبيل المثال لكل موسم).
هناك ستة مخططات أساسية للمحلات وخطط توزيع توفر جميعها تجارب مختلفة:
1. مخطط مستقيم: تستخدم هذه الخطة لتقسيم المناطق الانتقالية من جزء من المتجر إلى آخرعن طريق الجدران لعرض البضائع. كما أنه يقود المستهلك إلى الجزء الخلفي من المتجر. يمكن استخدام هذا التصميم لتشكيلة متنوعة من المتاجر من الصيدليات إلى متاجر الملابس.[18][18][18]
2. خطة المسار: هي الأكثر ملاءمة  للمتاجر الكبيرة ذات المستوى الفردي. يوجد في هذه الخطة مسارلا تعيقه تجهيزات المتجر، وهذا يوجه المستهلك بسلاسة إلى الجزء الخلفي من المتجر. هذا مناسب بشكل كبير لمتاجر الملابس حيث يسهل الوصول إليها.[18][18][18]
3. مخطط دائري: يستخدم تصميم المحيط الذي يؤدي إلى تدفق حركة المرور الزاوي. يكون أمين الصندوق في موقع مركزي ويمكن الوصول إليه بسلاسة. هذا التخطيط هو الأكثر ملاءمة للتصميم بالتجزئة للخدمة الذاتية.[18]
4. خطة منحنية: تهدف إلى خلق بيئة متآلفة وجذابة. في هذه الخطة، يكون هناك تركيز على هيكل المساحة بما في ذلك الجدران، والزوايا، والسقف. ويتحقق ذلك من خلال جعل الهيكل منحنيًا وتعزيزه بواسطة تركيبات أرضية دائرية. على الرغم من أن هذا التصميم أغلى ثمناً، إلا أنه مناسب أكثر للمساحات الأصغر مثل الصالونات، والمحلات.[19]
5. خطة متنوعة: في هذه الخطة يجري جذب الانتباه إلى أماكن التركيز الخاصة، بالإضافة إلى وجود أماكن تخزين في الجدران. وهذا يعد الأنسب لمتاجر بيع الأحذية والمجوهرات.[19]
6. مخطط هندسي: يستخدم الرفوف وتركيبات أرضية البيع بالتجزئة لإنشاء مخطط أرضي هندسي وحركة تداول. من خلال خفض أجزاء من السقف، يمكن لمناطق معينة إتاحة مساحات محددة للبيع بالتجزئة. هذا مناسب تمامًا لمتاجر الملابس.[19]